# Bridgend
Bridgend (galeză Pen-y-bont ar Ogwr) este un oraș și una dintre cele 22 zone de consiliu ale Țării Galilor. 

## Orașe
Pe lângă orașul principal Bridgend, cu o populație de 40.000 locuitori, zona de consiliu mai conține și orașele:
- Brackla
- Coychurch
- Pencoed
- Porthcawl
- Tondu

## Personalități născute aici
- Wayne David (n. 1957), om politic, europarlamentar.